# Arthrochlora
Arthrochlora là một chi bướm đêm thuộc họ Noctuidae.